# هيرمان أوبرت
هيرمان يوليوس أوبرت (بالألمانية: Hermann Julius Oberth)‏ (25 يونيو 1894 - 28 ديسمبر 1989) كان فيزيائيًا ومهندسًا ألمانيًا وُلد في الإمبراطورية النمساوية المجرية. يُعتبر أحد الآباء المؤسسين لعلم الصواريخ والملاحة الفضائية، إلى جانب الفرنسي روبرت إسنو بيلتيري والروسي قسطنطين تسيولكوفسكي والأمريكي روبرت غودارد.

## بداية حياته
وُلد أوبرت لعائلة ساكسونية ترانسيلفانية في هيرمانشتات (ناجيسيبين)، في الإمبراطورية النمساوية المجرية، التي تُعرق اليوم باسم سيبيو في رومانيا. في سن الحادية عشر من عمره، أصبح أوبرت مفتونًا بالحقل الذي وضع بصماته عليه من خلال قراءة كتابات جول فيرن، خاصةً رواية «من الأرض إلى القمر» ورواية «حول القمر»، إذ أعاد قراءتهما حتى حفظهما. متأثرًا بكتبات فيرن وأفكاره، بنى أوبرت أول نموذج صاروخي له عندما كان طالب في المدرسة في الرابعة عشر من عمره. في تجاربه أثناء شبابه، توصل بشكل مستقل إلى مفهوم الصاروخ متعدد المراحل، لكنه افتقر إلى الموارد اللازمة لتطوير أفكاره لدرجة أعلى من مجرد أبحاثه المكتوبة.
في عام 1912، بدأ أوبرت دراسة الطب في ميونيخ بألمانيا، ولكن عند اندلاع الحرب العالمية الأولى، جُند في الجيش الإمبراطوري الألماني، وعُين في كتيبة من المشاة، وأُرسل إلى الجبهة الشرقية ضد روسيا. في عام 1915، نُقل أوبرت إلى وحدة طبية في مستشفى في سيغيشوارا، ترانسيلفانيا، في الإمبراطورية النمساوية المجرية (رومانيا اليوم). وجد هناك وقت الفراغ اللازم لإجراء سلسلة من التجارب المتعلقة بانعدام الوزن، واستأنف بعد ذلك تصاميمه الصاروخية. بحلول عام 1917، عرض تصاميم قذائف صاروخية تستخدم وقودًا سائلًا بمدى يعادل 180 ميلًا على هرمان فون شتاين، وزير الحرب البروسي.
في 6 يوليو 1918، تزوج أوبرت من ماتيلدا هاميل، وأنجبا أربعة أطفال. تُوفي أحد أولاده كجندي في الحرب العالمية الثانية، كما تُوفيت إحدى بناته أثناء الحرب عندما وقع حادث انفجار في مصنع للأكسجين السائل حيث كانت في أغسطس 1944. في عام 1919، عاد أوبرت مرة أخرى إلى ألمانيا، لدراسة الفيزياء هذه المرة، في البداية في ميونيخ وفي وقت لاحق في غوتنغن.
في عام 1922، رُفضت رسالة الدكتوراه التي اقترحها أوبرت حول علم الصواريخ باعتبارها «غير واقعية». نشر لاحقًا بحثه المؤلف من 92 صفحة على حسابه الخاص في يونيو 1923 على شكل كتاب مثير للجدل إلى حد ما، بعنوان «الصاروخ في الفضاء الكوكبي». بحلول عام 1929، وسع أوبرت هذا العمل إلى كتاب من 429 صفحة بعنوان «طرق إلى الرحلات الفضائية». علق أوبرت في وقت لاحق أنه اتخذ خيارًا متعمدًا بعدم كتابة رسالة دكتوراه أخرى. وكتب قائلًا: "«لقد امتنعت عن كتابة واحدة أخرى، إذ فكرت بنفسي: لا يهم، سأثبت أنني قادر على أن أصبح عالمًا أعظم من بعضكم، حتى بدون لقب دكتور». حصل هيرمان أوبرت في النهاية على شهادته في الفيزياء بنفس بحث الصواريخ الذي كتبه سابقًا، وذلك من جامعة كلوج، رومانيا، تحت إشراف الأستاذ أوغسطين مايور، في 23 مايو 1923.
أصبح أوبرت عضوًا «جمعية رحلات الفضاء» - وهي مجموعة من هواة الصواريخ استلهمت الكثير من كتابه، وكان أوبرت بمثابة مرشدٍ للمتحمسين الذين انضموا إلى الجمعية. افتقر أوبرت إلى فرص العمل أو التدريس على مستوى الكلية أو الجامعة، كما كان الحال مع العديد من الخبراء المتعلمين جيدًا في العلوم الفيزيائية والهندسة في الفترة الزمنية من عشرينات وحتى الثلاثينات القرن القرن - إذ أصبح الوضع أسوأ بكثير خلال الكساد الكبير الذي بدأ في عام 1929. لذلك، دعم أوبرت نفسه وعائلته بين عامي 1924 و1938 من خلال تدريس الفيزياء والرياضيات في مدرسة ستيفان لودفيج روث الثانوية في ميدياش برومانيا.

## جوائز
حصل على جوائز منها:
- ميدالية ويلهلم إكسنر [الإنجليزية]‏ (1969)
- ميدالية رودولف ديزل [الإنجليزية]‏
- نيشان صليب قائد فرسان من رتبة استحقاق جمهورية ألمانيا الاتحادية
- وسام الاستحقاق البافاري.

## روابط خارجية
- هيرمان أوبرت على موقع IMDb (الإنجليزية)
- هيرمان أوبرت على موقع الموسوعة البريطانية (الإنجليزية)
- هيرمان أوبرت على موقع مونزينجر (الألمانية)
- هيرمان أوبرت على موقع ألو سيني (الفرنسية)
- هيرمان أوبرت على موقع قاعدة بيانات الفيلم (الإنجليزية)
- هيرمان أوبرت على موقع كينوبويسك (الروسية)